# Auritânia Foz do Iguaçu FC
Auritânia Foz do Iguaçu FC is een Braziliaanse voetbalclub uit de stad Foz do Iguaçu in Paraná. 

## Geschiedenis
De club werd opgericht als Associação Esportiva Recreativa Foz do Iguaçu FC. In 2003 speelde de club voor het eerst in de tweede klasse van het Campeonato Paranaense. In 2017 werd de huidige naam aangenomen, dat jaar werd de club vierde, de beste plaats tot dan toe. In 2008 werd de club vicekampioen achter Nacional en promoveerde zo naar de hoogste klasse. De club werd voorlaatste en degradeerde meteen weer. Het volgende seizoen in de tweede klasse was de club weer in de running voor promotie, maar op de laatste speeldag verloren ze van Roma, waardoor deze club nog over hen heensprong en met de promotie aan de haal ging. Na enkele mindere seizoenen kon de club in 2014 opnieuw promotie afdwingen, al kreeg de daarbij hulp door Arapongas, dat zich terugtrok uit de competitie waardoor er een extra plaats vrijkwam. 
Bij de tweede poging bij de elite eindigde de club in de top acht en kwalificeerde zich voor de tweede ronde waar ze J. Malucelli uitschakelden. In de halve finale verloren ze van Operário. Door deze goede notering plaatste de club zich voor de nationale Série D 2015, waar ze laatste werden in de groepsfase. Ook in 2016 bereikte de club in de staatscompetitie de tweede ronde en werd nu uitgeschakeld door Paraná. In 2017 miste de club de eindronde door een slechter doelsaldo dan Rio Branco. Ze namen dat jaar wel opnieuw deel aan de Série D, maar werden opnieuw snel uitgeschakeld. In 2019 degradeerde de club uit de hoogste klasse en trok zich in 2020 terug uit de competitie vanwege financiële problemen. De club keerde in 2021 terug naar de derde klasse en kon daar onmiddellijk promotie afdwingen. In 2022 promoveerde de club opnieuw waardoor ze terugkeerden naar de hoogste klasse. 